# 马来西亚推事法庭

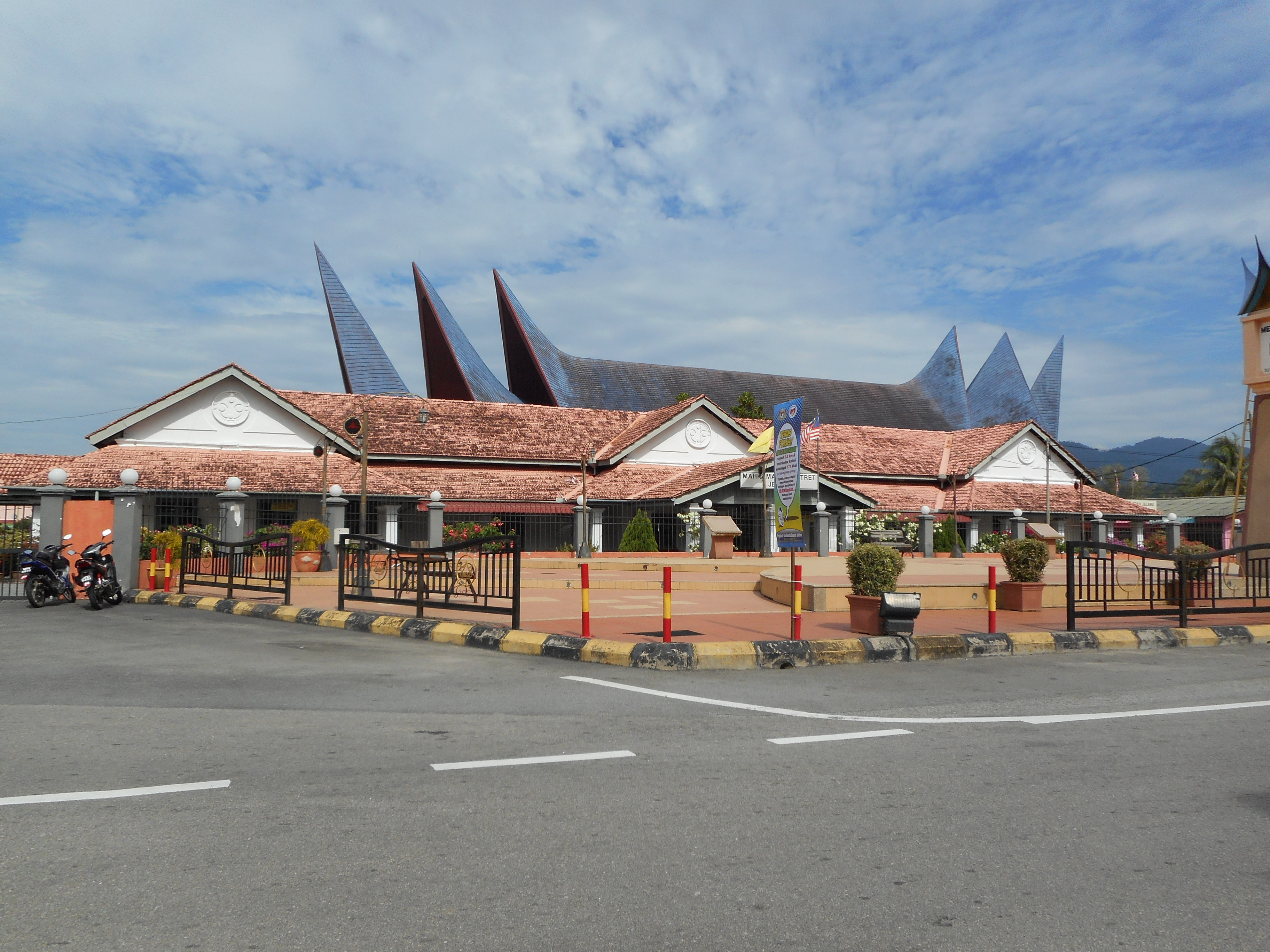
日叻务推事法庭

推事法庭是马来西亚司法制度之下的最初级的刑事法庭，推事法庭可以审判所有牵渉及最高监禁10年或罚款的案件，以及刑事法典第392条文（打劫）和第457条文（夜间破门行窃）的案件；此外，他也可以聆審涉及不超过RM25,000的民事纠纷。它的審判官称为推事（Majistret），权力和地位不同于法官（Hakim）。
推事可以宣判法律允许的处罚如下：
1. 监禁不超过5年（除非有特定法令许可）
2. 罚款不超过一万令吉（除非有特定法令许可）
3. 鞭刑不超过12下